# Choi Hyeon-ju
Choi Hyeon-ju (hangŭl (최 현주?); Jeonbuk, 6 agosto 1984) è un'arciera sudcoreana, vincitrice della medaglia d'oro olimpica nella gara a squadre ai Giochi di Londra 2012.

## Palmarès
- Giochi olimpici

2012 - Londra: oro nella gara a squadre.